# 地不佬
地不佬是马来西亚柔佛州新山县北部的一个巫金，亦是新山市最大的市郊。巫金内也涵盖附近的班兰（Pandan），也因此两区常合称为班兰－地不佬。

## 历史
地不佬由柔佛当时的华人港主陈开顺于1844年所开辟的。当时这个地方是让港主来种黑胡椒以及黑儿茶的地区。20世纪后，陈厝港（Kangkar Tebrau）就换做种油棕，后来于80年代逐渐发展成高密度住宅区。

## 基建
地不佬主要的购物中心和商场有位于班兰工业区（Kawasan Perindustrian Pandan）的永旺霸市、德沙地不佬花园的永旺地不佬广场（AEON Mall Tebrau City）、柔佛再也花园的巨人霸市（Giant Hypermarket）和2017年于宏艺花园开放的宜家百货。
前家乐福霸市市场的附近有新山批发市场。地不佬有两间环球购物中心，在柔佛再也花园和于2006年开业的班兰分行。地不佬又有三个工业区：班兰工业区（Kawasan Perindustrian Pandan），地不佬工业区1（Kawasan Perindustrian Tebrau 1）与地不佬工业区2（Kawasan Perindustrian Tebrau 2）。

## 交通
地不佬连接着几个主要高速公路，包括连接巴西古当海港的巴西古当高速公路（Lebuhraya Pasir Gudang），连接新山与乌鲁地南的地不佬高速公路（Lebuhraya Tebrau），也叫地不佬路（Jalan Tebrau）或班兰路（Jalan Pandan）。南北大道南部末端也在地不佬，与地不佬高速公路由跨线桥连接在一起。

## 政治
地不佬在马来西亚下议院的代表为公正党的潘伟斯。
同时，地不佬在柔佛州议会占有两席，分别是地南和优景镇。

## 花园住宅区
- 艺达园（Adda Heights）
- 和丽园（Austin Heights）
- 奥汀苑（Austin Perdana）

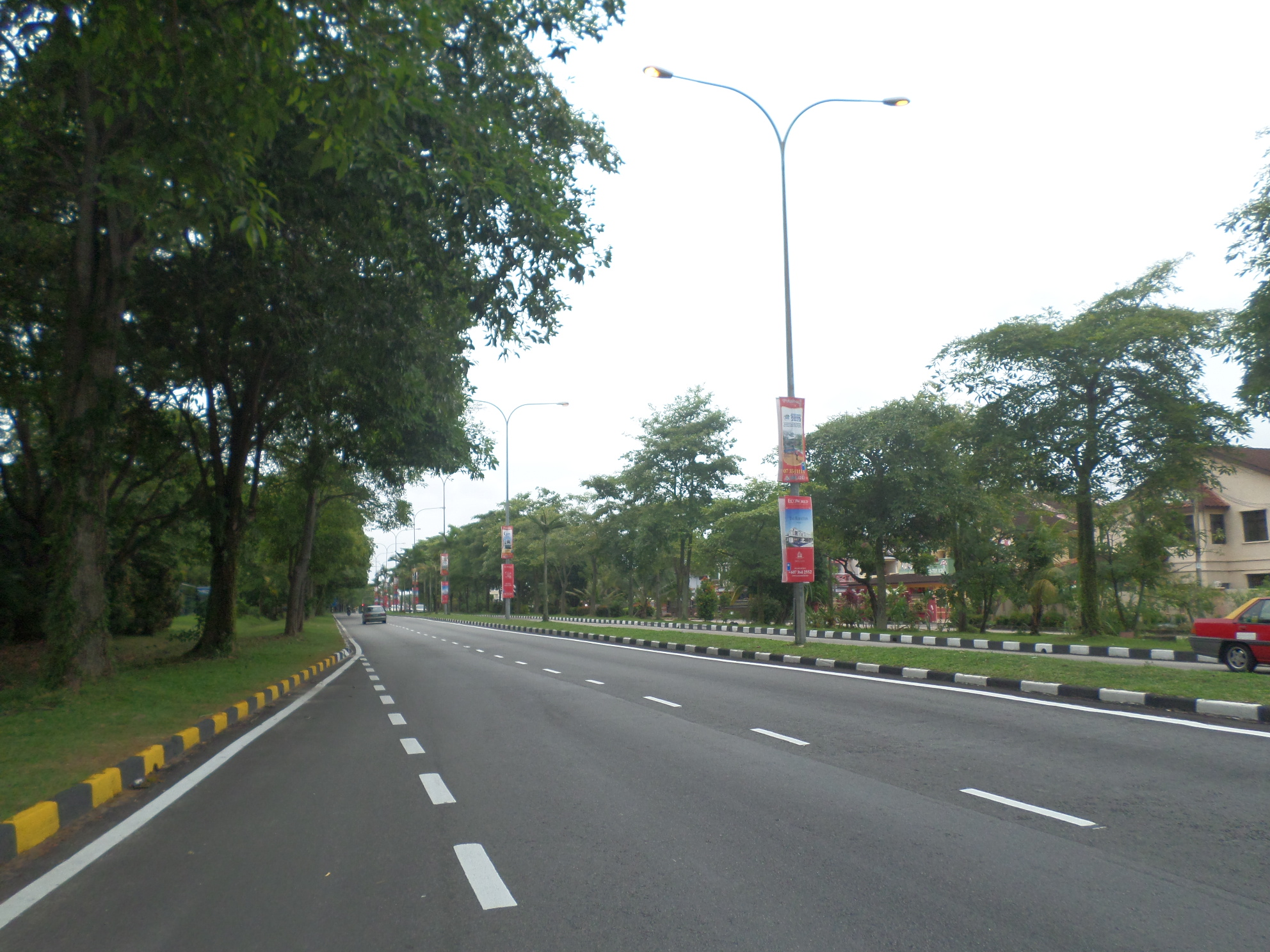
福林园

- 百万镇（Bandar Baru Permas Jaya）
- 拿督翁镇（Bandar Dato' Onn）
- 烈光镇（Desa Cemerlang）
- 奥桥岭（JP Perdana）
- 茂奥斯汀（Mount Austin）
- 班兰新村（Pandan）
- 开屏山庄（Pelangi Indah）
- 实达英达（Setia Indah）
- 实达热带（Setia Tropika）
- 伏龍山莊（Taman Bukit Mutiara）
- 武吉地南花园（Taman Bukit Tiram）
- 福林园（Taman Daya）
- 紅寶石花園（Taman Delima）
- 郊外岭（Taman Desa Jaya）
- 迪沙慕鐵拉组屋花園（Taman Desa Mutiara）
- 宏艺花园（Taman Desa Tebrau）
- 亿城镇（Taman Ehsan Jaya）
- 高雅花园（Taman Gaya）
- 南光園（Taman Istimewa）
- 柔佛再也（Taman Johor Jaya）
- 哥打公主城（Taman Kota Puteri）
- 美家乐花园（Taman Megah Ria）
- 美乐花园（Taman Melodies）
- 百合花园（Taman Molek）
- 和谐园（Taman Desa Harmoni）
- 茂奥斯汀花园（Taman Mount Austin）
- 公主百万镇（Taman Permas Jaya）
- 优景镇（Taman Puteri Wangsa）
- 长春山庄（Taman Rinting）
- 御景园（Taman Seri Austin）
- 乌鲁地南（Ulu Tiram）
- 南亚花园（Taman Bukit Jaya）
- 生态春天 (Eco Spring)